# Nagroda im. ks. Leopolda Jana Szersznika
Nagroda imienia ks. Leopolda Jana Szersznika – najwyższe wyróżnienie samorządu terytorialnego powiatu cieszyńskiego w dziedzinie kultury, przyznawane corocznie od 2002 r. przez władze powiatu cieszyńskiego. Celem nagrody jest promocja kultury regionu Śląska Cieszyńskiego. Nagroda nadawana jest w trzech kategoriach: twórczości artystycznej, upowszechniania kultury i ochrony dziedzictwa kulturowego i ma charakter finansowy, a sporadycznie także honorowy, co jak dotychczas miało miejsce tylko dwukrotnie. Wysokość finansowa nagrody od 2021 r. wynosi 5000 złotych w każdej z trzech kategorii.
Nagroda może być przyznawana osobom fizycznym lub osobom prawnym i innym podmiotom, których działalność w zakresie twórczości artystycznej, upowszechniania i ochrony kultury miała znaczenie dla kultury na terenie powiatu cieszyńskiego, na podstawie oceny całokształtu ich działalności lub osiągnięć o istotnym znaczeniu. Laureaci nagrody wyłaniani są w trzyetapowym konkursie, który trwa od 1 stycznia do czerwca. Pierwszy etap to zgłaszanie i przyjmowanie przez Zarząd Powiatu Cieszyńskiego nominacji do nagrody. Etap drugi stanowi zaproponowanie Laureatów w trzech kategoriach przez pięcioosobową Komisję. W ostatnim etapie trzech lub więcej laureatów zatwierdzanych jest przez Zarząd Powiatu Cieszyńskiego.
Podczas uroczystej gali uhonorowania nagrodą Laureaci otrzymują statuetkę ks. L.J. Szersznika zaprojektowaną przez Urszulę Górnicką-Hermę – związaną z Cieszynem rzeźbiarkę i medalierkę. Fundatorem nagrody jest samorząd terytorialny powiatu cieszyńskiego.

## Historia nagrody
Nagroda im. ks. L. J. Szersznika powstała w 2002 r. z inicjatywy władz powiatu cieszyńskiego I kadencji, a szczególnie – cieszyńskiego poety Jerzego Kronholda, staraniem Wydziału Kultury Starostwa Powiatowego w Cieszynie, w tym zwłaszcza – zajmującego się sprawami kultury w regionie – Łukasza Konarzewskiego. Od swej siódmej edycji w 2008 r. nosi imię ks. Leopolda Jana Szersznika, który przed ponad 200 laty tworzył podstawy wiedzy o kulturze Śląska Cieszyńskiego. Zebrał on m.in. jeden z pierwszych i niezwykle cennych księgozbiorów na Śląsku Cieszyńskim oraz zgromadził pierwszą kolekcję przyrodniczą o charakterze naukowym. W 1802 r. jako pierwszy swoje zbiory przeznaczył także na cele publiczne tworząc w ten sposób zaczątki muzealnictwa na Śląsku Cieszyńskim. Żyjąc na przełomie XVIII i XIX w. tworzył zatem podstawy kulturowe Śląska od strony bibliofilskiej, naukowej i kolekcjonerskiej. Jego działalność na rzecz kultury na Śląsku Cieszyńskim ma znaczenie fundamentalne. Nagroda im ks. L. J. Szersznika cieszy się wzrastającym prestiżem i jest coraz ważniejszym wydarzeniem medialnym. Nadawana była już w różnorodnych choć zawsze szczególnych miejscach – w Sali Sesyjnej Rady Powiatu Cieszyńskiego, Zamku – Rezydencji Prezydenta Rzeczypospolitej Polskiej w Wiśle, w reprezentacyjnej Sali Rzymskiej Muzeum Śląska Cieszyńskiego w Cieszynie oraz w Teatrze im. Adama Mickiewicza w Cieszynie i Państwowej Szkole Muzycznej im I. Paderewskiego w Cieszynie.

## Laureaci nagrody
Rok 2002
- samorząd gminy Cieszyn – (nagroda honorowa) w kategoriach szeroko pojętej ochrony i upowszechniania kultury, za szczególnie wybitne osiągnięcie, za które uznaje się podjęcie decyzji o budowie oraz wzniesienie nowej siedziby Książnicy Cieszyńskiej w Cieszynie w latach 1996–2001, co uważa się także za największe przedsięwzięcie w dziedzinie kultury w tych latach w regionie Śląska Cieszyńskiego.
- Józef Broda – w kategorii twórczości artystycznej, za całokształt działalności w dziedzinie muzyki: szczególne za zasługi w dziedzinie tworzenia, a także popularyzacji kultury muzycznej Śląska Cieszyńskiego.
- Franciszek Dzida – w kategorii upowszechniania kultury, za całokształt działalności w dziedzinie popularyzacji sztuki filmowej na Ziemi Cieszyńskiej,
- Stowarzyszenie Miłośników Cisownicy – w kategorii ochrony kultury, za wybitne osiągnięcie, za które uważa się utworzenie „Izby Regionalnej u Brzezinów” w Cisownicy, a w tym za wyjątkowe zaangażowanie dla ochrony dziedzictwa kulturowego darczyńców i członków stowarzyszenia, a także mieszkańców Cisownicy.

Rok 2003
- Władysław Oszelda – (nagroda honorowa) w kategoriach ochrony i upowszechniania kultury, za całokształt dokonań publicystycznych jako szczególnie istotnych działań na rzecz popularyzacji Śląska Cieszyńskiego i jego kultury, oraz utworzenie „Klubu Propozycji”, służącego za pomost w budowaniu stosunków międzyludzkich na Ziemi Cieszyńskiej, a będącego jednocześnie źródłem wielu inicjatyw o szerokim spektrum społeczno-kulturalnym.
- Jan Herma – w kategorii twórczości artystycznej, za całokształt dokonań mających na celu artystyczne utrwalanie historii i kultury Śląska Cieszyńskiego.
- Małgorzata Kiereś – w kategorii upowszechniania kultury, za całokształt zasług z obszaru popularyzacji, badań, wystawiennictwa i publicystyki na temat kultury górali Beskidu Śląskiego.
- Ryszard Makarewicz – kategorii ochrony kultury, za szczególne osiągnięcie, za które uważa się wkład zawodowy w zachowanie wartości architektonicznych i kulturowych Cieszyna i Śląska Cieszyńskiego, oraz za wynikającą stąd promocję Ziemi Cieszyńskiej.

Rok 2004
- Jerzy Pilch – w kategorii twórczości artystycznej, za całokształt dokonań w obszarze literatury pięknej, służących utrwalaniu ludzi, ich życia i obyczajowości Śląska Cieszyńskiego, oraz wynikającą stąd promocję Ziemi Cieszyńskiej.
- Siostra Jadwiga Wyrozumska wraz z Zespołem teatralnym przy parafii św. Elżbiety w Cieszynie – w kategorii upowszechniania kultury, za całokształt działalności, z obszaru popularyzacji kultury, a w tym szczególnie jej wartości chrześcijańskich.
- Anna Stanieczek – w kategorii ochrony kultury, za działalność w zakresie kultury muzycznej, szczególnie w Zespole Pieśni i Tańca Ziemi Cieszyńskiej i wynikającą stąd ochronę wartości dziedzictwa kulturowego Śląska Cieszyńskiego.
- Władysław Rakowski – w kategorii ochrony kultury, za dokonania w zakresie kultury muzycznej, szczególnie w związku z działalnością w Zespole Pieśni i Tańca Ziemi Cieszyńskiej i wynikającą stąd ochronę wartości dziedzictwa kulturowego Śląska Cieszyńskiego.

Rok 2005
- Jerzy Fober – w kategorii twórczości artystycznej, za całokształt dokonań artystycznych w dziedzinie rzeźby, służących także promocji Śląska Cieszyńskiego.
- Stefania Bojda – w kategorii upowszechniania kultury, za całokształt działań w dziedzinie edukacji plastycznej, a w tym krzewienie wiedzy o regionie, zmierzające do utrwalenia wartości kulturowych Śląska Cieszyńskiego.
- Józef Golec – w kategorii upowszechniania kultury, za całokształt działań w obszarze edukacji plastycznej i krzewienia wiedzy o regionie, zmierzającego do utrwalenia liczących się wartości kulturowych na Śląsku Cieszyńskim.
- Macierz Ziemi Cieszyńskiej – w kategorii ochrony kultury, w uznaniu historycznych dokonań w zakresie kultury, a to: za działania służące rozwojowi świadomości kulturowej i narodowej wszystkich mieszkańców Śląska Cieszyńskiego – za historyczne i wybitne dokonania w sferze upowszechniania historii, kultury i języka polskiego oraz wynikającą z tego także promocję regionu w Polsce i na świecie.

Rok 2006
- Iwona Konarzewska – w kategorii twórczości artystycznej, za całokształt twórczości, która posłużyła także promocji warstwy kulturowej Śląska Cieszyńskiego w Polsce i Europie.
- Polski Związek Kulturalno-Oświatowy w Republice Czeskiej – w kategorii upowszechniania kultury za działania służące rozwojowi świadomości kulturowej i narodowej wśród mieszkańców Śląska Cieszyńskiego w Republice Czeskiej – za historyczne i wybitne dokonania w sferze upowszechniania historii, kultury i języka polskiego oraz wynikającą z tego także promocję regionu w Polsce i na świecie.
- Stowarzyszenie Muzeum Drukarstwa w Cieszynie – w kategorii ochrony wartości kulturowych za wybitne dokonanie, za które uważa się prowadzenie Muzeum Drukarstwa w Cieszynie, chroniącego pamięć o tradycjach sztuk drukarskich Śląska Cieszyńskiego, pojętych także jako fragment lokalnego dorobku kultury materialnej.

Rok 2007
- Kapela Folklorystyczna „Wałasi” – w kategorii twórczości artystycznej, za całokształt dokonań artystycznych wspartych na tradycjach muzycznych Górali Śląskich oraz za wynikającą stąd także promocję Ziemi Cieszyńskiej.
- Stowarzyszenie Solidarność Polsko-Czesko-Słowacka Oddział Regionalny w Cieszynie – w kategorii upowszechniania kultury, zwłaszcza teatralnej oraz dokonań artystycznych kina czeskiego, polskiego i słowackiego na pograniczu trzech państw oraz za wynikającą z tych działań promocję regionu w całej Polsce i Europie Środkowej.
- prof. Idzi Panic w kategorii ochrony kultury, za wybitne dokonania, za które uważa się stałą pieczę nad pamięcią historyczną Śląska Cieszyńskiego, pojętą także jako ochronę dorobku kultury lokalnej, Śląska i całej Polski.

Rok 2008
- Kazimierz Urbaś – w kategorii twórczości artystycznej, za twórcze dokonania w zakresie muzyki regionalnej i folklorystycznej, służące zainspirowaniu innych twórców, a przez to jej rozwojowi formalnemu w regionie i w Polsce.
- Chór Mieszany „Echo” z Zebrzydowic – w kategorii upowszechniania kultury, za zasługi związane z całokształtem działalności służącej popularyzacji kultury, a w tym szczególnie muzyki oraz za wynikającą stąd promocję regionu.
- Jan Krop – w kategorii ochrony kultury, za wybitne dokonania w zakresie zachowania pamięci o gwarze Śląska Cieszyńskiego przy jednoczesnym kształtowaniu wysokiej kultury języka polskiego w regionie.

Rok 2009
- prof. Józef Knopek – w kategorii twórczości artystycznej, za twórcze dokonania w zakresie technik graficznych oraz zasługi w dziedzinie pedagogiki plastycznej, jak i promocji młodych artystów Śląska Cieszyńskiego i sztuki polskiej.
- Estrada Ludowa „Czantoria” z Ustronia – w kategorii upowszechniania kultury, za całokształt działalności służącej popularyzacji kultury, a w tym szczególnie pieśni oraz wynikającą stąd promocję regionu i kultury Śląska Cieszyńskiego.
- Władysław Wilczak – w kategorii upowszechniania kultury, za całokształt działalności służącej popularyzacji kultury muzycznej, a w tym szczególnie rozwojowi artystycznemu zespołu Estrada Ludowa „Czantoria” oraz za wynikającą stąd promocję kultury regionu.
- Jerzy Wałga – w kategorii ochrony kultury, za istotne zasługi w zakresie zachowania ważnego elementu kultury materialnej Śląska Cieszyńskiego poprzez twórcze kultywowanie najlepszych tradycji regionalnego rzemiosła artystycznego.

Rok 2010
- Dariusz Orszulik – w kategorii twórczości artystycznej za całokształt dokonań plastycznych oraz za wynikającą stąd promocję Śląska Cieszyńskiego.
- Estrada Regionalna „Równica” – w kategorii upowszechniania kultury za całokształt dokonań muzycznych i estradowych służących popularyzacji kultury regionu oraz za wynikającą stąd jego promocję w Polsce i na świecie.
- Renata Ciszewska – kierownik Estrady Regionalnej „Równica” – w kategorii upowszechniania kultury za całokształt działalności służącej popularyzacji kultury muzycznej, a w tym szczególnie poprzez działalność zespołu Estrada Regionalna „Równica” oraz za wynikającą stąd promocję kultury regionu w Polsce i na świecie.
- ks. Ignacy Czader – w kategorii ochrony dziedzictwa kulturowego za istotne zasługi w dziedzinie bibliofilskiej w sferze zachowania i popularyzacji starej książki oraz za całokształt wysiłków i dokonań służących kultywowaniu najlepszych tradycji w tym zakresie.

Rok 2011
- Jan Chmiel – w kategorii twórczości artystycznej za całokształt dokonań muzycznych i pisarskich oraz promocję wartości kulturowych Śląska Cieszyńskiego.
- Biblioteka Miejska w Cieszynie – w kategorii upowszechniania kultury za dokonania służące czytelnictwu i szeroko pojętej kulturze książki, wynikające stąd rezultaty edukacyjne oraz związaną z tym formę promocji Śląska Cieszyńskiego w całej Polsce.
- Zespół Regionalny „Istebna” – w kategorii ochrony dziedzictwa kulturowego za istotne zasługi w zakresie zachowania, popularyzacji kultury i tradycji Górali Śląskich oraz za wynikającą stąd promocję Śląska Cieszyńskiego w Polsce i na świecie.

Rok 2012
- Chór Szkolny „Canzonetta” i Krzysztof Wójtowicz – w kategorii twórczości artystycznej za dokonania artystyczne i twórczą interpretację wielu utworów muzycznych, w tym dla kierownika Chóru – KRZYSZTOFA WÓJTOWICZA – za całokształt dokonań muzycznych, a szczególnie pedagogicznych i kompozytorskich, jak i promocję wartości kulturowych Śląska Cieszyńskiego.
- Zespół Pieśni i Tańca Ziemi Cieszyńskiej im. Janiny Marcinkowej – w kategorii upowszechniania kultury za całokształt dorobku muzycznego i tanecznego zespołu oraz wynikającą stąd nadzwyczajną promocję regionu w całej Polsce i w Europie.
- Krzysztof Neścior – w kategorii ochrony dziedzictwa kulturowego za ratowanie pamięci historycznej o polskiej wojnie obronnej 1939 r., dokonaniach żołnierza polskiego w XX w., za edukację młodzieży w tym zakresie oraz za osobisty wkład w ratowanie związanych z tym wszystkim, ginących pamiątek historycznych – poprzez założenie własnym staraniem Muzeum 4 Pułku Strzelców Podhalańskich w Cieszynie.

Rok 2013
- Ryszard Gabryś – w kategorii twórczości artystycznej za twórczość kompozytorską i popularyzację kultury muzycznej Śląska Cieszyńskiego.
- Anna Źlik – w kategorii upowszechniania kultury za popularyzację wspartej na lokalnych tradycjach kultury tanecznej w regionie oraz upowszechnianie tańców regionalnych Śląska Cieszyńskiego.
- Jadwiga Lincer – w kategorii ochrony dziedzictwa kulturowego – za ochronę wartości języka polskiego i dziedzictwa kulturowego na Śląsku Cieszyńskim.

Rok 2014
- Wanda Mider – w kategorii twórczości artystycznej za poezję opiewającą piękno Śląska Cieszyńskiego oraz zawierającą się w jej utworach tradycję gwary regionalnej.
- Jadwiga Sikora – w kategorii upowszechniania kultury za wieloletnie prowadzenie Chóru „Echo” w Zebrzydowicach oraz za całokształt działań edukacyjnych i publicystycznych na rzecz kultury muzycznej regionu.
- Irena Prengel-Adamczyk – w kategorii ochrony dziedzictwa kulturowego za niepospolitą pracę muzealnika służącą zachowaniu pamięci i wiedzy o sztuce Śląska Cieszyńskiego i Europy Środkowej.

Rok 2015
- Karol Śliwka – w kategorii twórczości artystycznej za zaprojektowanie, funkcjonujących w powszechnej świadomości, polskich znaków graficznych oraz za wynikającą stąd promocję Śląska Cieszyńskiego w całym kraju.
- Scena Polska Teatru Cieszyńskiego w Czeskim Cieszynie – w kategorii upowszechniania kultury za całokształt działań dla sztuki teatralnej na pograniczu Polski oraz wynikającą stąd nadzwyczajną promocję artystyczną regionu w całej Polsce i w Europie.
- Barbara Wałach – w kategorii ochrony dziedzictwa kulturowego za ratowanie dziedzictwa kulturowego Śląska Cieszyńskiego i Polski oraz za osobisty wkład w ocalenie pamięci o artystycznym dorobku ojca – Jana Wałacha w jego pracowni w Istebnej-Andziołówce.

Rok 2016
- Jerzy Kronhold – w kategorii twórczości artystycznej za całokształt twórczości literackiej i działalności teatralnej oraz nadzwyczajną promocję Śląska Cieszyńskiego w Polsce i Europie Środkowej.
- Ewa Jaślar-Walicka – w kategorii upowszechniania kultury za całokształt dorobku muzycznego oraz wynikającą stąd promocję artystyczną regionu w całej Polsce, a także na świecie.
- Chata Kawuloka – muzeum regionalne w Istebnej – w kategorii ochrony dziedzictwa kulturowego za ratowanie dziedzictwa kulturowego Śląska Cieszyńskiego, a szczególnie za osobisty wkład Jana Kawuloka i jego córki – Zuzanny Kawulok w ocalanie pamięci o kulturze Górali Śląskich.

Rok 2017
- Kazimierz Józef Węgrzyn – w kategorii twórczości artystycznej za wybitne osiągnięcia o znaczeniu ponadlokalnym, za które uważa się całokształt jego twórczości poetyckiej oraz wynikającą z niej szczególną i nadzwyczajną promocję Śląska Cieszyńskiego w całej Polsce.
- Małgorzata Mendel – w kategorii upowszechniania muzyki za szczególne znaczenie jej wieloletniego dorobku w zakresie kształtowania świadomości i popularyzacji kultury muzycznej na Śląsku Cieszyńskim oraz wynikającą stąd szczególną promocję regionu w całej Polsce i Europie.
- Chlebowa Chata – w kategorii ochrony dziedzictwa kulturowego za ratowanie dziedzictwa kulturowego Śląska Cieszyńskiego, a szczególnie za osobisty wkład jej założycieli w ocalanie pamięci o materialnej i niematerialnej kulturze regionu i jego promocji w Polsce, a także za granicą.

Rok 2018
- Teresa Waszut – w kategorii twórczości artystycznej za wybitne osiągnięcia o znaczeniu ponadlokalnym, za które uważa się całokształt jej twórczości poetyckiej oraz wynikającą z niej szczególną i nadzwyczajną promocję Śląska Cieszyńskiego w całej Polsce.
- Paweł Stanieczek – w kategorii upowszechniania kultury za wieloletni dorobek w zakresie kształtowania świadomości i popularyzacji kultury Śląska Cieszyńskiego oraz wynikającą stąd szczególną promocję regionu w Polsce i w Europie.
- Koronczarki z gminy Istebna (Marta Haratyk, Urszula Rybka, Danuta Krasowska, Renata Krasowska i Mariola Legierska)  – w kategorii dziedzictwa kulturowego za wykonanie Największej Koronki Koniakowskiej Świata wpisanej do Księgi Rekordów Guinnessa, tym samym popularyzację rękodzieła ludowego w kraju i poza jego granicami.

Rok 2019
- Jan Bojko – w kategorii twórczości artystycznej za wybitne osiągnięcia o znaczeniu ponadlokalnym, za które uważa się całokształt jego twórczości rzeźbiarskiej oraz wynikającą z niej szczególną i nadzwyczajną promocję kultury ludowej Śląska Cieszyńskiego w całej Polsce.
- Andrzej Niedoba – w kategorii ochrony dziedzictwa kulturowego, mając na uwadze jego szczególny dorobek dziennikarski, teatralny i literacki przyczyniający się do utrwalania i promowania dziedzictwa kulturowego Śląska Cieszyńskiego w Polsce, a także za granicą.
- Amatorki Klub Filmowy KLAPS z Chybia – w kategorii upowszechniania kultury, mając na uwadze szczególne znaczenie jego wieloletniego dorobku w zakresie krzewienia kultury filmowej i popularyzacji kultury Śląska Cieszyńskiego oraz wynikającą stąd szczególną promocję regionu w całej Polsce i Europie.
- Jolanta Dygoś – w kategorii upowszechniania kultury, mając na uwadze szczególne zasługi w budowaniu i wzmacnianiu relacji transgranicznych, krzewienia kultury filmowej, popularyzacji kultury Śląska Cieszyńskiego oraz wynikającą stąd szczególną promocję regionu w całej Polsce i Europie.

Rok 2020
- Urszula Korzonek – w kategorii twórczości artystycznej za wybitne osiągnięcia o znaczeniu ponadlokalnym, za które uważa się całokształt jej twórczości poetyckiej oraz wynikającą z niej szczególną i nadzwyczajną promocję Śląska Cieszyńskiego.
- Piotr Gruchel – w kategorii upowszechniania kultury za szczególne zasługi i osiągnięcia w zakresie animacji życia kulturalnego, w tym wydarzeń o istotnym znaczeniu dla kultury Śląska Cieszyńskiego oraz opracowań muzycznych i realizacji dźwiękowych wielu wydarzeń artystycznych istotnych dla lokalnej kultury.
- prof. Karol Daniel Kadłubiec – w kategorii ochrony dziedzictwa kulturowego za wybitne osiągnięcia naukowe i popularyzatorskie w zakresie kultury ludowej Śląska Cieszyńskiego oraz krzewienie lokalnej tradycji i zwyczajów w Polsce i w Europie.

Rok 2021
- Jerzy Pustelnik – w kategorii twórczości artystycznej za wybitne osiągnięcia o znaczeniu ponadlokalnym, za które uważa się całokształt jego twórczości fotograficznej, a także działalności muzycznej oraz wynikającą z nich szczególną i nadzwyczajną promocję Śląska Cieszyńskiego w całej Polsce.
- Stowarzyszenie Panorama Sztuki Chrześcijańskiej „Musica Sacra” – w kategorii upowszechniania kultury za propagowanie i wspieranie kultury i sztuki chrześcijańskiej ze szczególnym uwzględnieniem kultury lokalnej oraz zbliżanie ludzi różnych narodowości i wyznań chrześcijańskich żyjących na Śląsku Cieszyńskim.
- Irena Klimczak – w kategorii ochrony dziedzictwa kulturowego za szczególne osiągnięcia w zakresie ochrony tradycji i zwyczajów Śląska Cieszyńskiego i ich promocję w całej Polsce.

Rok 2022
- Zbigniew Machej – w kategorii twórczości artystycznej za szczególne osiągnięcia w dziedzinie twórczości literackiej i translatorskiej oraz szczególną i nadzwyczajną promocję Śląska Cieszyńskiego w Polsce i Europie.
- Zespół Folklorystyczny „Nadolzianie” – w kategorii upowszechniania kultury za całokształt działań na rzecz kultury ludowej, w tym tradycji muzycznych Śląska Cieszyńskiego na pograniczu i ich promocję.
- Bożena Kubień – w kategorii ochrony dziedzictwa kulturowego za szczególny wkład w ochronę dziedzictwa kulturowego Śląska Cieszyńskiego i jego promocję w kraju i poza jego granicami.

## Członkowie Komisji Nagrody
- Paweł Brągiel – członek komisji Nagrody w latach 2008–2010
- Wiesław Cienciała – członek stały Komisji Nagrody w charakterze eksperckim do nadal
- Maria Cieślar – członek komisji Nagrody w latach 2015–2018.
- Witold Dzierżawski – członek komisji Nagrody w latach 2002–2006
- Czesław Gluza – przewodniczący i członek Komisji Nagrody w latach 2008–2014
- Chrystian Jaworski – członek komisji Nagrody w 2019 r.
- Joanna Jurgała-Jureczka – członek Komisji Nagrody w charakterze eksperckim od 2015 r. do nadal
- Łukasz Konarzewski – członek stały Komisji Nagrody w charakterze eksperckim i jej przewodniczący od 2015 roku do nadal
- Mirosław Kożdoń – przewodniczący i członek Komisji Nagrody w 2007 r.
- Łucja Michałek – członek komisji Nagrody od 2015 r. do 2018 r.
- Idzi Panic – przewodniczący i członek Komisji Nagrody w latach 2002–2006
- Jan Poloczek – członek komisji Nagrody od 2020 r. do nadal
- Beata Sabath – członek komisji Nagrody w latach 2003–2014
- Mirosław Staniek – członek komisji Nagrody od 2019 r. do nadal
- Tadeusz Styrnalski – członek Komisji Nagrody w 2002 r.